# Pioneer-Venus
Pioneer-Venus war ein Weltraumforschungsprojekt der USA.

## Vorgeschichte
Im Jahre 1962 hatten die USA mit Mariner 2 die erste Raumsonde zur Venus entsandt. Diese ermittelte auf der Venus eine Oberflächentemperatur von ca. 425 °C, die Leben auf der Venus ausschloss. Damit sank das Interesse der NASA an der Venus und sie konzentrierte sich stattdessen auf den Mars. Auf Mariner 2 folgte die Venussonde Mariner 5 1967. 1974 flog Mariner 10, auf dem Weg zu ihrem eigentlichen Ziel, dem Merkur, an der Venus vorbei und fotografierte sie erstmals.
Zwischenzeitlich hatte die Sowjetunion mit den Venera-Missionen die Führungsrolle bei der Erforschung der Venus übernommen.

## Mission
In den späten 1960er Jahren machte die National Academy of Sciences der USA den Vorschlag einer Doppelmission zur Venus. Dieser Vorschlag sah einen Orbiter vor, der mit einem Radar die ganze Oberfläche kartieren sollte und eine Sonde, die mehrere Eintauchkapseln in der Venusatmosphäre aussetzen sollte, um sie bis zur Oberfläche zu erforschen. Dieses Raumsondenprogramm sollte der Grundlagenforschung der Venus dienen und so preiswert wie möglich verwirklicht werden. Das Programm wurde deshalb als Pioneer-Mission umgesetzt, deren drallstabilisierten Raumsonden günstiger als die 3-achsig stabilisierten Sonden anderer Programme waren. Die Sonden waren innerhalb des Pioneerreihe zunächst die Missionen Nr. 12 und Nr. 13 (vgl. auch Pioneer 10 und Pioneer 11), ehe sie in Pioneer-Venus 1 und 2 umbenannt wurden.
Pioneer-Venus bestand aus zwei Sonden. Beide basierten auf dem unteren Teil des Satellitenbusses, der auch von den Nachrichtensatelliten Intelsat IV verwendet wurde. Die Wissenschaftliche Nutzlast beider Sonden war jedoch völlig verschieden:
- Pioneer-Venus 1 war 582 kg schwer,  und hatte einen Durchmesser von 2,5 m. Sie sollte mit ihrem Feststoffraketentriebwerk in eine hochexzentrische Umlaufbahn um die Venus einbremsen, dann die Venus mit Radar kartieren und beim Durchfliegen der höchsten Atmosphärenschichten diese analysieren, um ihre Zusammensetzung, sowie die Interaktionen der Hochatmosphäre mit dem Sonnenwind, zu erforschen.

- Pioneer-Venus 2 war 904 kg schwer ca. 3,0 m hoch und hatte einen Durchmesser von 2,5 m. Sie sollte ungebremst in die Atmosphäre eintreten und sie analysieren. Einige Tage vor diesem Eintritt sollte sie eine große und drei kleine kegelförmige Tochtersonden absetzen, die ebenfalls die Atmosphäre der Venus erforschen sollten.
- Die große Tochtersonde hatte 1,5 m Durchmesser und wog 316 kg.
- Die drei kleinen Tochtersonden hatten jeweils 0,8 m Durchmesser und wogen 93 kg.
- Nach dem Abwurf der Tochtersonden wog Pioneer-Venus 2 noch 309 kg, war 1,2 m hoch und hatte 2,5 m Durchmesser.

Pioneer-Venus 1 startete am 20. Mai 1978 um 14:13 MEZ mit einer Atlas-Centaur-Trägerrakete von Launch Complex 36 auf Cape Canaveral in ihre Transferbahn zur Venus. Die Sonde trat am 4. Dezember 1978 in eine Venusumlaufbahn ein. Der bahntiefste Punkt dieser Umlaufbahn verlief in einem Bereich zwischen 153 und 300 km, während der bahnhöchste Punkt konstant bei 66.000 km lag. Das Radargerät konnte nur in der Nähe des bahntiefsten Punktes eingesetzt werden, um die Venus zu kartieren. Jedes Mal, wenn der bahnhöchste Punkt passiert wurde, machte Pioneer-Venus 1 ein Foto des Planeten, um das globale Venuswetter zu untersuchen. Im Juni 1980 war der Treibstoff knapp geworden und die Bahnkorrekturen wurden ausgesetzt. Im Laufe der Zeit erhöhten Bahnstörungen durch die Sonne den bahntiefsten Punkt auf 2290 km Höhe. 1986 begann der bahntiefste Punkt wieder zu fallen. 1991 wurde das Radargerät wieder aktiviert, um bisher unkartierbare Bereiche zu kartieren, weil sich durch die Bahnstörungen auch die Neigung der Umlaufbahn verändert hatte. Ab Mai 1992 wurde der bahntiefste Punkt mit den letzten Treibstoffreserven so lange wie möglich in 150–250 km Höhe gehalten. Dann war der Treibstoff verbraucht, und Pioneer-Venus 1 verglühte am 8. Oktober 1992 in der Venusatmosphäre.
Pioneer-Venus 2 startete am 8. August 1978 um 08:33 Uhr MEZ mit einer Atlas-Centaur-Trägerrakete von Launch Complex 36 auf Cape Canaveral in ihre Transferbahn zur Venus. Am 16. November 1978 wurde die große Tochtersonde ausgesetzt, am 20. November 1978 folgten die drei kleinen Tochtersonden. Die Muttersonde und ihre vier Tochtersonden traten am 9. Dezember 1978 in die Atmosphäre der Venus ein und untersuchten sie bis zur Oberfläche. Dabei gelang es einer der drei kleinen Tochtersonden, den Aufschlag auf der Oberfläche mit etwa 35 km/h zu überleben und nach der Landung noch 67 Minuten Daten zu senden. Es stellte sich heraus, dass es volle drei Minuten dauerte, bis sich der beim Aufschlag aufgewirbelte Staub wieder gelegt hatte.

## Ergebnisse
Pioneer-Venus war – gemessen an den Zielen – ein erfolgreiches US-Weltraumforschungsprojekt. Die Radarkarte von Pioneer-Venus 1 war zwar von schlechter Qualität (mit einer Auflösung von etwa 20 Kilometern pro Pixelpunkt in etwa so gut wie die Karte in einem Weltatlas), doch war sie die erste globale Karte überhaupt. Pioneer-Venus 1 beobachtete auch die wechselhaften Winde in der Venusatmosphäre über längere Zeit. Pioneer-Venus 2 analysierte die Zusammensetzung der Atmosphäre genauer als alle bisherigen Sonden. Dass dabei die erste US-amerikanische Venuslandung zustande kam, war ebenso ungeplant, wie dass dabei der Überlebendauerrekord für Venuslander in die USA ging. Allerdings ging er bereits 16 Tage später wieder in die Sowjetunion an den Lander von Venera 11, der mit 95 Minuten den Rekord von Pioneer-Venus 2 deutlich übertraf.
Für Pioneer-Venus 1 gab es ein Nachfolgeprojekt unter dem Namen Magellan.
| Bus |

| Große Sonde |

| Kleine Sonde - Nord |

| Kleine Sonde (Tag) |

| Kleine Sonde (Nacht) |

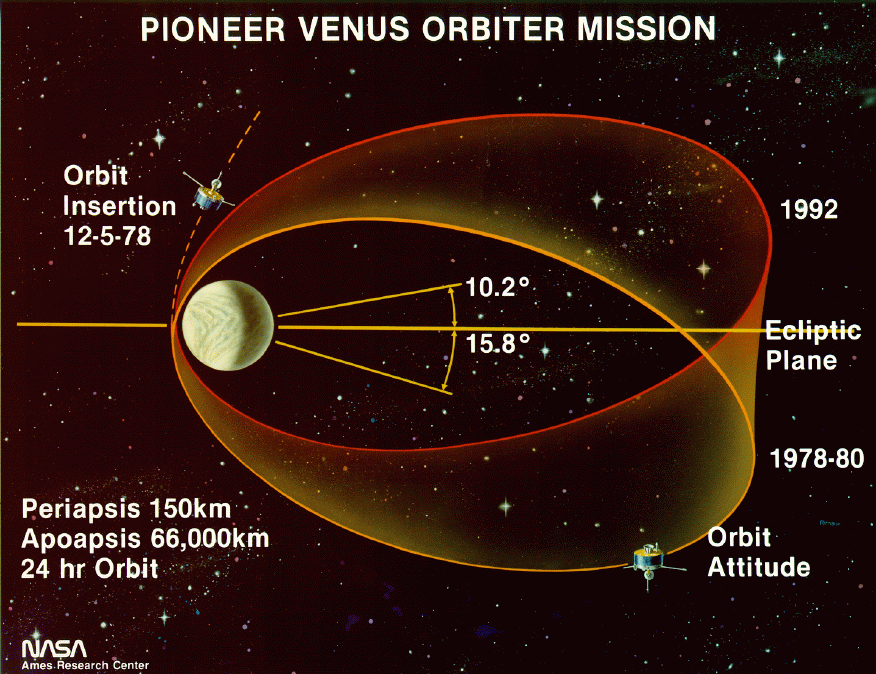
Bahnneigung von Pioneer Venus 1 zur Ekliptik 1978–1980 und 1992
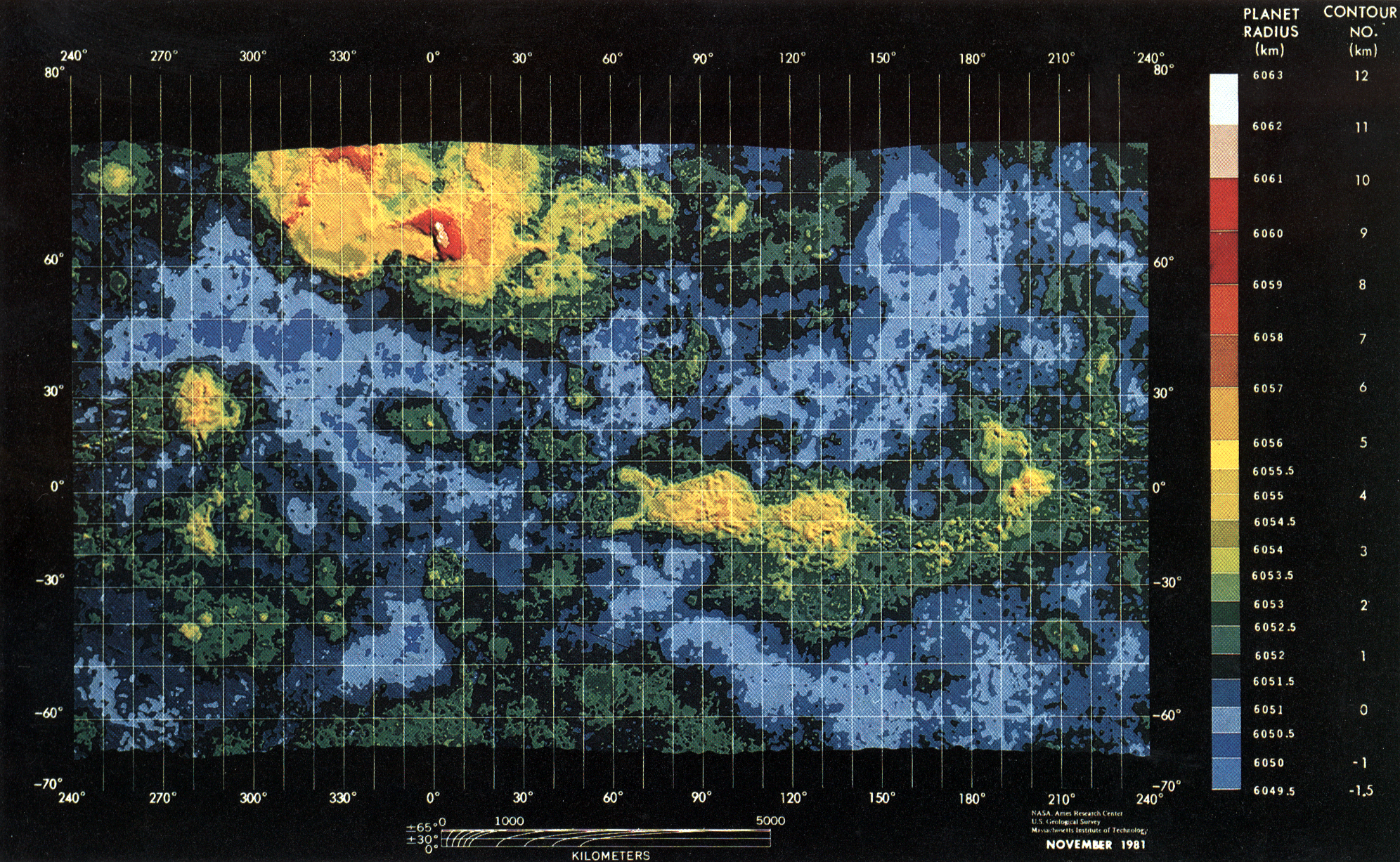
Topographische Venusweltkarte von Pioneer Venus 1 (s. a.: Karte mit Beschriftung)
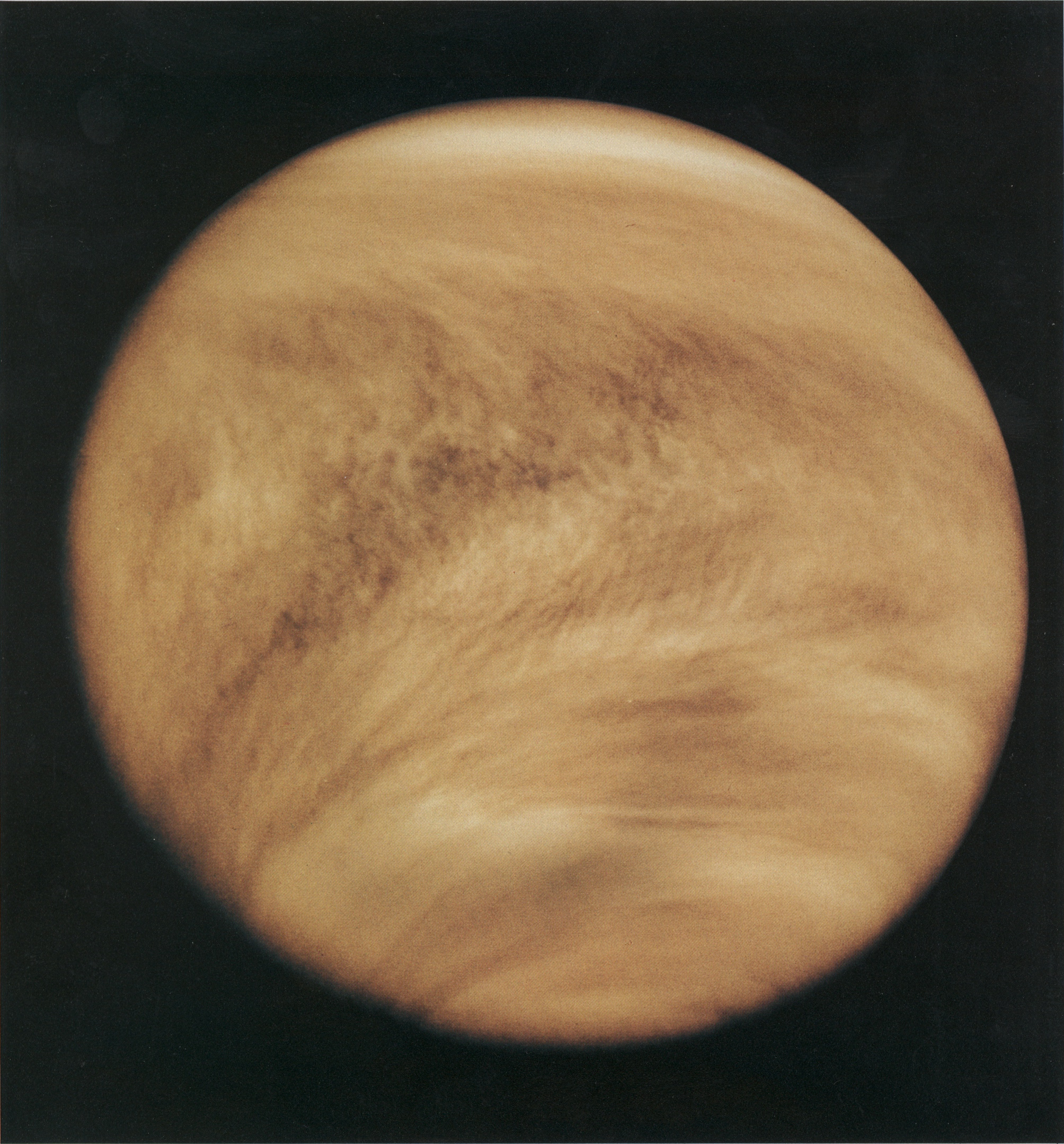
Ultraviolettaufnahme der Venus vom Pioneer-Venus-Orbiter